# Кабульский экспресс
«Кабульский экспресс» (хинди काबुल एक्स्प्रेस, урду کابل ایکسپریس‎) — индийский художественный фильм на языке хинди, вышедший в прокат 15 декабря 2006 года. Был удостоен Национальной кинопремии Индии за лучший режиссёрский дебют.

## В ролях
- Джон Абрахам — Сухил Хан, режиссёр
- Аршад Варси — Джай Капур, оператор
- Салман Шахид — Имран Хан Африди, пакистанский солдат
- Ханиф Хум Гум — Хайбер, водитель и гид
- Линда Арсенио — Джессика Бекхем, журналистка из Нью-Йорка

## Саундтрек
| №                   | Название                                            | Исполнители         | Длительность |
| ------------------- | --------------------------------------------------- | ------------------- | ------------ |
| 1.                  | «Kabul Fiza»                                        | Рагхав Сачар        | 4:00         |
| 2.                  | «Banjar»                                            | Шубха Мунгал        | 4:15         |
| 3.                  | «Keh Raha Mera Dil»                                 | Рагхав Сачар        | 4:11         |
| 4.                  | «Yeh Main Aaya Kahaan Hoon»                         | Рагхав Сачар        | 4:07         |
| 5.                  | «Kabul Fiza» (Remix)                                | Рагхав Сачар        | 3:24         |
| 6.                  | «Banjar» (Lounge Mix)                               | Сунидхи Чаухан      | 4:08         |
| 7.                  | «Banjar» (Revisited)                                | KK                  | 4:17         |
| 8.                  | «Kabul Express Theme» (Composed By: Julius Packiam) | Instrumental        | 4:29         |
| 9.                  | «Kabul Fiza Theme»                                  | Instrumental        | 2:08         |
| Общая длительность: | Общая длительность:                                 | Общая длительность: | 34:19        |